# 弓拱猎蛛
弓拱猎蛛（学名：Evarcha arcuata）为跳蛛科猎蛛属的动物。其种加词“arcuata”意为“弓形的”、“弯曲的”。主要栖息于林间或果园。

## 分布

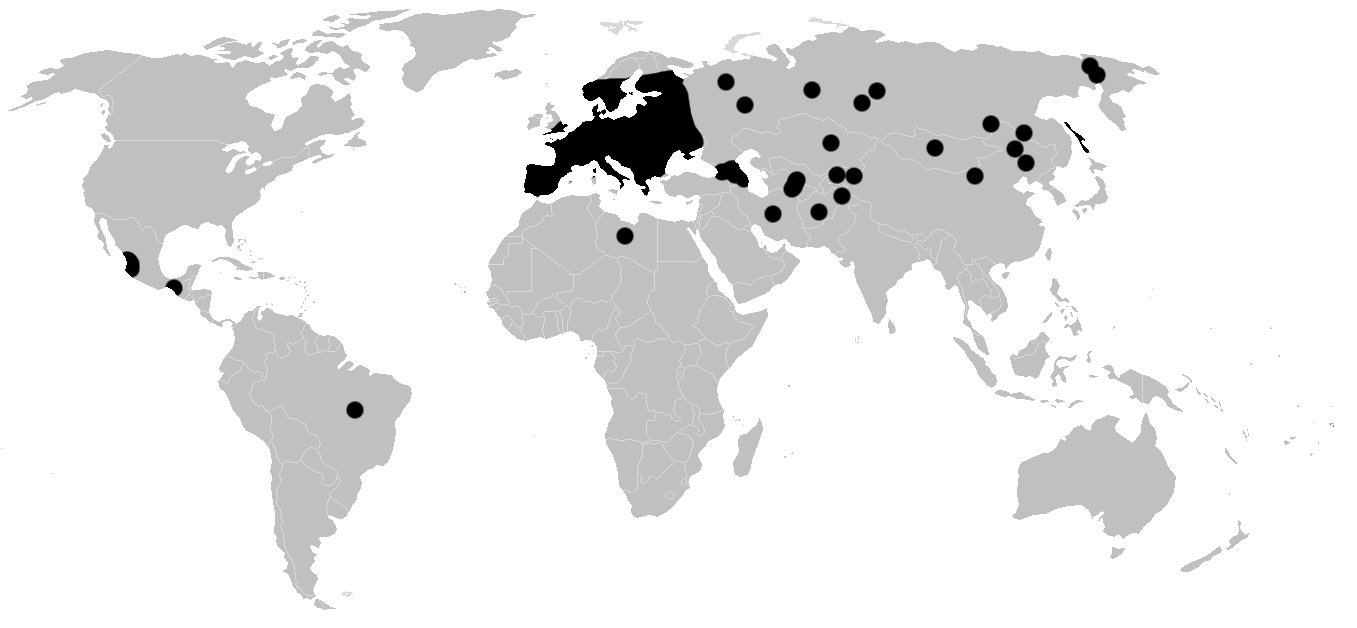
分布範圍